# Real Feitoria do Linho Cânhamo
Une Feitoria (qui donna le nom « factorerie » sous l'Ancien Régime) était un établissement du gouvernement du Brésil. On y cultivait notamment le « linho » et le « cânhamo » (lin et chanvre), plantes desquelles étaient extraites les fibres utilisées pour la confection de cordes et des voiles pour les bateaux. 
Dans la province de São Pedro do Rio Grande (actuel Rio Grande do Sul), une Feitoria fut fondée à Canguçu, dans la région de Pelotas, bien au sud de la Province. Comme ses résultats étaient mauvais, elle fut fermée et transférée à Faxinal do Courita, sur la rive gauche du Rio dos Sinos, où son installation se fit le 14 octobre 1788. Comme n'importe quelle autre propriété agricole de l'époque, il y avait la « casa-grande » (maison du propriétaire), de pierre, centre des activités et de la gestion du domaine, et les « senzalas » où vivaient les esclaves. Il y avait aussi les remises pour les animaux et les diverses marchandises. La production du lieu était transportée vers Porto Alegre par le Rio dos Sinos, première route économique de la région de la « Vale ». Probablement parce qu'elle fonctionnait avec les bras des esclaves, la Feitoria ne donna pas les résultats escomptés et fut désactivée le 31 mars 1824, trente-six ans après sa fondation. À cette même date, le président de la province reçut une communication de la Cour lui annonçant que les terres de la  Feitoria serviraient à la création d'une colonie d'immigrants allemands.